# USSR mod Resten af verden
USSR (eller Rusland) mod Resten af verden er en tilbagevendende begivenhed inden for skakverdenen, hvor verdens stærkeste skaknation, som tidligere var Sovjetunionen (nu Rusland), møder spillere fra resten af verden i en prestigefyldt holdmatch. Der er hidtil blevet afholdt fire sådanne matcher: I Beograd (1970), i London (1984), i Madrid (1988) og i Moskva (2002).

## Første Match: Beograd 1970
Det var den daværende præsident for verdensskakforbundet FIDE, den hollandske eksverdensmester Max Euwe, som fik arrangeret "Århundredets match", som den blev kaldt. Baggrunden var, at Sovjetunionen siden 2. verdenskrig havde været dominerende inden for skak ved dels at have en ubrudt række af verdensmestre fra Mikhail Botvinnik, som tog den vakante titel ved en matchturnering i 1948, til den regerende mester, Boris Spasskij, og dels ved at have været fuldstændigt dominerende inden for holdskak – bl.a. ved skakolympiaderne. Nu var der imidlertid mindst to seriøse kandidater til verdensmestertitlen fra vesten, Bobby Fischer og Bent Larsen, og begge parter ønskede en styrkeprøve, også som en generalprøve på den igangværende VM-cyklus. Matchen fandt sted i den jugoslaviske hovedstad Beograd 29. marts – 5. april 1970.
Max Euwe var holdkaptajn for Resten af verden og fik problemer fra start, idet Bent Larsen ikke ville acceptere at spille andetbræt efter Fischer, fordi han kunne henvise til en imponerende stribe resultater, mens amerikaneren havde været mindre aktiv. Bobby Fischer løste dog problemet ved at acceptere at spille andetbræt, hvilket han i øvrigt senere fortrød.
Hvert hold skulle udtage ti spillere plus to reserver, og der skulle spilles fire runder, dvs. at man fik en stribe små matcher på hvert bræt. Euwe satte sit hold først, og der blev i bl.a. de lokale aviser i Jugoslavien spekuleret i, at Sovjetunionen skulle have parret sine spillere, så de fik modstandere, de normalt havde et godt tag på. Men deres holdopstilling følger denne logik: Spasskij på bræt 1 som regerende verdensmester, Petrosian på bræt 2 som hans forgænger, Kortsjnoj på bræt 3 som finalist i kandidatturneringen, derefter følger de øverste spillere fra Sovjetmesterskabet, som gjaldt som kvalifikation til den efterfølgende interzoneturnering og endelig Botvinnik, Tal og Keres for deres tidligere meritter.
I sidste ende vandt Sovjetunionen matchen med 20½ – 19½, bl.a. efter Lajos Portisch havde foræret Viktor Kortsjnoj en remis ved trækgentagelse i en vundet stilling i første runde, hvilket medførte kritik fra holdkammeraten Bobby Fischer. Portisch bidrog dog med en positiv score på bræt 3 ved at vinde 2½ – 1½, selv om han gav yderligere to gange remis i bedre stillinger. I det hele taget havde Resten af verden overtaget på de fire øverste brætter, hvor Larsen spillede lige op med Spasskij – bl.a. ved at tilføje ham det første nederlag, siden han havde vundet verdensmesterskabet den forudgående sommer – og vandt et parti over reserven Leonid Stein. Fischer slog Petrosian, som han havde ellers traditionelt havde haft problemer imod, og tjekkoslovakken Vlastimil Hort slog Lev Polugajevskij. Til gengæld vandt Sovjetunionen på fem af de nederste seks brætter.
Eksverdensmester Mikhail Tal udtrykte efter matchen i det russiske skaktidsskrift "64" sin bekymring over, at det sovjetiske hold havde højere gennemsnitsalder, og at spillerne fra resten af verden tilsyneladende udviklede sig hurtigere end i Sovjetunionen.

### Tabel Beograd 1970
| USSR mod Resten af verden Beograd 1970 | USSR mod Resten af verden Beograd 1970 | USSR mod Resten af verden Beograd 1970 | USSR mod Resten af verden Beograd 1970 |
| Bræt                                   | Sovjetunionen                          | Resten af verden                       | Resultat                               |
| -------------------------------------- | -------------------------------------- | -------------------------------------- | -------------------------------------- |
| 1                                      | Boris Spasskij                         | Bent Larsen                            | 1½ – 1½                                |
| 1                                      | Leonid Stein (reserve)                 | Bent Larsen                            | 0 – 1                                  |
| 2                                      | Tigran Petrosian                       | Bobby Fischer                          | 1 – 3                                  |
| 3                                      | Viktor Kortsjnoj                       | Lajos Portisch                         | 1½ – 2½                                |
| 4                                      | Lev Polugajevskij                      | Vlastimil Hort                         | 1½ – 2½                                |
| 5                                      | Efim Geller                            | Svetozar Gligorić                      | 2½ – 1½                                |
| 6                                      | Vasilij Smyslov                        | Samuel Reshevsky                       | 1½ – 1½                                |
| 6                                      | Vasilij Smyslov                        | Friðrik Ólafsson (reserve)             | 1 – 0                                  |
| 7                                      | Mark Tajmanov                          | Wolfgang Uhlmann                       | 2½ – 1½                                |
| 8                                      | Mikhail Botvinnik                      | Milan Matulović                        | 2½ – 1½                                |
| 9                                      | Mikhail Tal                            | Miguel Najdorf                         | 2 – 2                                  |
| 10                                     | Paul Keres                             | Boris Ivkov                            | 3 – 1                                  |
|                                        |                                        | Slutresultat:                          | 20½ – 19½                              |

## Anden match: London 1984
14 år efter den første match forsøgte man at stable en ny match på benene i Beograd, men sponsorer sprang fra. Det gentog sig i Rom, og kun takket være en redning i sidste øjeblik kunne arrangementet finde sted i London 24. – 29. juni 1984. Bagmændene var den britiske stormester Raymond Keene, London Docklands Development Corporation, det britiske skakforbund British Chess Federation og en medsponsor, den indonesiske forretningsmand H. M. Hasan, som gav en sum penge for at være holdkaptajn for Resten af verden – selve ansvaret som holdkaptajn overlod han dog til stormesteren Lubomir Kavelek.
Også denne match blev benævnt "Århundredets match", og den fulgte samme format som den forudgående. I mellemtiden var der sket ændringer i skakverdenens top, så verdens to højst rangerende spillere på dette tidspunkt, Sovjetunionens Anatolij Karpov og Garri Kasparov, spillede på de to øverste brætter, hvor de mødte hhv. svenske Ulf Andersson og hollandske Jan Timman. Kun Tal, Smyslov og Polugajevskij var tilbage på det sovjetiske hold, mens Bent Larsen var eneste genganger for Resten af verden. Portisch havde meldt afbud i protest over kun at blive tilbudt bræt 7. Til gengæld havde Viktor Kortsjnoj skiftet hold efter sin afhopning. Også Boris Spasskij havde skiftet nationalitet, men han havde ikke lyst til at møde sine gamle venner så tidligt, efter han var flyttet til Frankrig.
Der var udsigt til en lige kamp, idet ratinggennemsnittet for de to hold var omtrent identisk. Det blev afgørende, at den tidligere juniorverdensmester Alexander Beljavskij sikrede Sovjetunionen 3½ points med to sejre over amerikanske Yasser Seirewan og en sejr og en remis mod Bent Larsen. Sovjetunionen vandt 21 – 19.

### Tabel London 1984
| USSR mod Resten af verden London 1984 | USSR mod Resten af verden London 1984 | USSR mod Resten af verden London 1984 | USSR mod Resten af verden London 1984 |
| Bræt                                  | Sovjetunionen                         | Resten af verden                      | Resultat                              |
| ------------------------------------- | ------------------------------------- | ------------------------------------- | ------------------------------------- |
| 1                                     | Anatolij Karpov                       | Ulf Andersson                         | 2½ – 1½                               |
| 2                                     | Garri Kasparov                        | Jan Timman                            | 2½ – 1½                               |
| 3                                     | Lev Polugajevskij                     | Viktor Kortsjnoj                      | 1 – 2                                 |
| 3                                     | Vladimir Tukmakov (reserve)           | Viktor Kortsjnoj                      | ½ – ½                                 |
| 4                                     | Vasilij Smyslov                       | Ljubomir Ljubojević                   | ½ – 1½                                |
| 4                                     | Vladimir Tukmakov (reserve)           | Ljubomir Ljubojević                   | 1½ – ½                                |
| 5                                     | Rafael Vaganjan                       | Zoltán Ribli                          | ½ – 2½                                |
| 6                                     | Alexander Beljavskij                  | Yasser Seirewan                       | 2 – 0                                 |
| 6                                     | Alexander Beljavskij                  | Bent Larsen (reserve)                 | 1½ – ½                                |
| 7                                     | Mikhail Tal                           | John Nunn                             | 1½ – ½                                |
| 7                                     | Oleg Romanisjin (reserve)             | John Nunn                             | ½ – ½                                 |
| 7                                     | Mikhail Tal                           | Murray Chandler (reserve)             | ½ – ½                                 |
| 8                                     | Jurij Razuvajev                       | Robert Hübner                         | 2 – 2                                 |
| 9                                     | Artur Jusupov                         | Anthony Miles                         | 1½ – 1½                               |
| 9                                     | Oleg Romanisjin (reserve)             | Anthony Miles                         | 0 – 1                                 |
| 10                                    | Andrej Sokolov                        | Eugenio Torre                         | 1 – 2                                 |
| 10                                    | Oleg Romanisjin (reserve)             | Eugenio Torre                         | ½ – ½                                 |
|                                       |                                       | Slutresultat:                         | 21 – 19                               |

## Tredje match: Madrid 1988
I forbindelse med FIDEs kongres i Madrid 1988 blev der i perioden 14. – 18. december afholdt en velgørenhedsmatch mellem Sovjetunionen og Resten af verden.
Man forlod det gamle format til fordel for en turnering over otte runder, hvor alle otte spillere møder hver af de otte spillere på modstanderholdet (også kaldet Scheveningen-systemet) – dog med mulighed for indsætning af reserver. Desuden brugte man hurtigskak for at gøre afviklingen mere publikumsvenlig.
Det var dog ikke verdens stærkeste spillere, der mødte op denne gang, bl.a. var Anatolij Karpov fraværende på Sovjetunionens hold, der blev anført af Garri Kasparov. 
Sovjetunionen startede med at tabe de tre første runder stort og var bagud 8½ – 15½. Før runde syv havde de fået reduceret til 22½ – 25½, hvorefter de brugte den "jugoslaviske" gevinstrecept (gevinst med hvid og remis med sort på alle brætter) og kom foran for første gang med 28½ – 27½. Derefter kunne de med 4 – 4 i sidste runde vinde 32½ – 31½.

### Individuel score Madrid 1988
| USSR mod Resten af verden Madrid 1988 | USSR mod Resten af verden Madrid 1988 | USSR mod Resten af verden Madrid 1988 | USSR mod Resten af verden Madrid 1988 |
| ------------------------------------- | ------------------------------------- | ------------------------------------- | ------------------------------------- |
| Holdopstilling Sovjetunionen          | Score                                 | Holdopstilling Resten af verden       | Score                                 |
| Garri Kasparov                        | 5½/8                                  | Viktor Kortsjnoj                      | 5½/8                                  |
| Andrej Sokolov                        | 2½/8                                  | Jonathan Speelman                     | 3½/8                                  |
| Alexander Beljavskij                  | 4/8                                   | Ljubomir Ljubojević                   | 3½/8                                  |
| Mikhail Gurevitsj                     | 5½/8                                  | Lajos Portisch                        | 4½/8                                  |
| Sergej Dolmatov                       | 4½/8                                  | Ulf Andersson                         | 4½/8                                  |
| Alexander Csernyin                    | 5/8                                   | Jóhann Hjartarson                     | 3½/8                                  |
| Lev Psachis                           | 2½/8                                  | Miguel Illescas Córdoba               | 3/8                                   |
| Zurab Azmaiparashvili                 | 3/8                                   | Jesús Nogueiras                       | 3½/8                                  |
| Slutresultat:                         | 32½                                   |                                       | 31½                                   |

## Fjerde match: Moskva 2002
I 2002 var Sovjetunionen opløst, og i stedet gennemførte man 8. september – 11. september 2002 i Moskva en match mellem Rusland og Resten af Verden, som blev kaldt "Det ny århundredes match".
Ligesom i Madrid 1988 brugte man Scheveningen-systemet og hurtigskak, denne gang dog med ti spillere på hvert hold plus to reserver.
Der var umiddelbart lagt op til revanche for "Resten af verden", der bl.a. kunne mønstre mere end en håndfuld spillere født i det tidligere Sovjetunionen: Alexej Sjirov (Spanien), Ilja Smirin (Israel), Vassilij Ivantsjuk (Ukraine), Boris Gelfand (Israel), Ruslan Ponomariov (Ukraine) og Teimour Radjabov (Aserbajdsjan). Dog manglede især to topspillere; Michael Adams fra England og Veselin Topalov fra Bulgarien. Rusland kunne bl.a. mønstre "de fire K'er", idet Karpov og Kasparov var blevet suppleret med yderligere to verdensmestre Vladimir Kramnik og Alexander Khalifman. Alt i alt var de to hold nogenlunde lige efter gennemsnitsrating.
Selv om matchen først blev afgjort i de sidste tre runder var der allerede tidligt tegn på, at Resten af verden ville sejre. Bl.a. gik de tre første runder uden en gevinst til en af de fire K'er. Især Kasparov scorede dårligere end forventet (i alt fire points ud af ti mulige) og tabte bl.a. for første gang nogensinde et parti til verdens stærkeste kvindelige skakspiller, ungarske Judit Polgar. I sidste ende blev det til en forholdsvis sikker sejr på 52 – 48 til Resten af verden.

### Individuel score Moskva 2002
| Rusland mod Resten af verden Moskva 2002 | Rusland mod Resten af verden Moskva 2002 | Rusland mod Resten af verden Moskva 2002 | Rusland mod Resten af verden Moskva 2002 |
| ---------------------------------------- | ---------------------------------------- | ---------------------------------------- | ---------------------------------------- |
| Holdopstilling Rusland                   | Score                                    | Holdopstilling Resten af verden          | Score                                    |
| Vladimir Kramnik                         | 4/9                                      | Ruslan Ponomariov                        | 6/10                                     |
| Garri Kasparov                           | 4/10                                     | Viswanathan Anand                        | 5/9                                      |
| Anatolij Karpov                          | 5/9                                      | Péter Lékó                               | 5½/10                                    |
| Alexander Khalifman                      | 3½/9                                     | Vassilij Ivantsjuk                       | 6/10                                     |
| Jevgenij Barejev                         | 6/10                                     | Boris Gelfand                            | 6/10                                     |
| Alexander Morozevitsj                    | 6/10                                     | Alexej Sjirov                            | 7/10                                     |
| Aleksandr Grisjtjuk                      | 5½/10                                    | Nigel Short                              | 2½/8                                     |
| Peter Svidler                            | 5/9                                      | Judit Polgar                             | 2/7                                      |
| Alexej Dreev                             | 4½/8                                     | Ilja Smirin                              | 4/9                                      |
| Alexander Motylev                        | 1/6                                      | Teimour Radjabov                         | 5/10                                     |
| Sergej Rublevskij (reserve)              | 3/6                                      | Vladimir Akopian (reserve)               | 1/3                                      |
| Vadim Zviagintsev (reserve)              | ½/4                                      | Zurab Azmaiparashvili (reserve)          | 2/4                                      |
| Slutresultat:                            | 48                                       |                                          | 52                                       |